# UOBプラザ

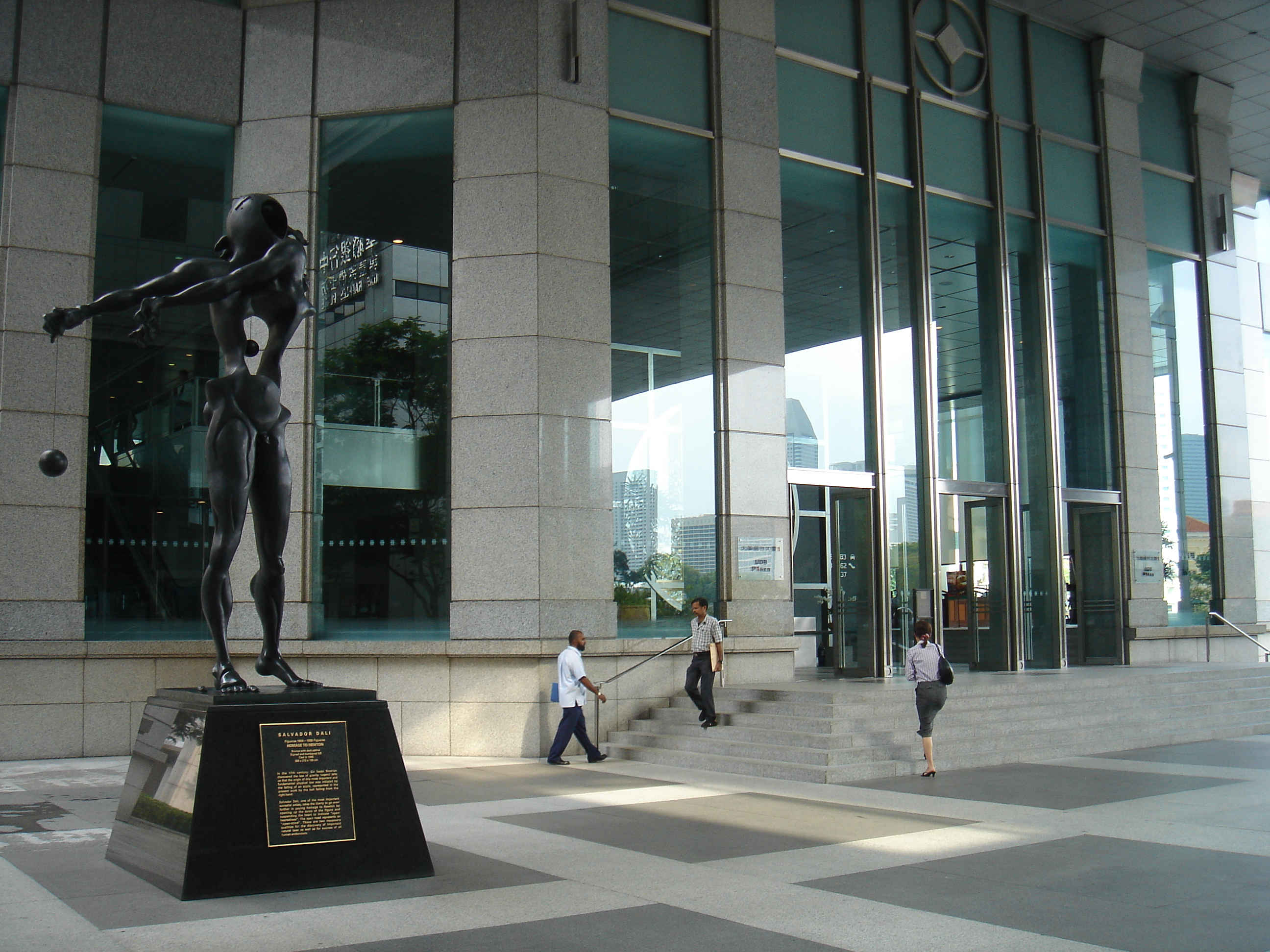
エントランス部分の様子

UOBプラザ（UOBぷらざ、英語：UOB Plaza、中国語（簡体字）：大华银行大厦）とは、シンガポール共和国の中央地区、ラッフルズプレイスに位置する超高層ビルである。

## 概要
UOBプラザはシンガポールのCBD（中心業務地区）であるシンガポール川沿いのダウンタウン、ラッフルズ・プレイスに建てられた高さ280.1m、地上66階、地下3階建ての超高層ビルである。尖塔型ではない箱型のポストモダニズム建築で、設計は日本を代表する建築家の丹下健三、施工は西松建設、ラムチャン（シンガポールの建設会社）JVにより行われ1992年に完成した。
シンガポールの大手銀行である大華銀行有限公司（United Overseas Bank）の本店として利用されており、2016年にグオコタワー（英語: Guoco Tower）(283.7 m)が完成するまで、隣接するワン・ラッフルズ・プレイス、リパブリックプラザと並んで、シンガポールで最も高い建物であった。
プラザを構成する建物は主に二棟あり、高層棟の『プラザ1（UOB Plaza One）』と低層棟の『プラザ2（UOB Plaza Two）』に分かれる。この内『プラザ2』は、1973年に『ボンハムビル（Bonham Building）』として建てられ、1995年にこれを改修したものである。
また建物の素材や色、形、全体像などは、UOBプラザと同じ丹下健三によって設計され、1990年に東京都新宿区西新宿に完成した東京都庁舎の第一本庁舎と酷似する。またアメリカ合衆国カリフォルニア州ロサンゼルスにある、U.S.バンクタワー（U.S. Bank Tower：旧称ライブラリータワー）とも形状が似ている。
シンガポールの建築法により、周囲の超高層建築は最高軒が概ね高さ約280mまでとなっている。

## 周辺施設
- SMRT・ラッフルズ・プレイス駅
- ワン・ラッフルズ・プレイス
- OCBCセンター（英語: OCBC Centre）
- リパブリックプラザ
- ザ・フラトン・シンガポール

## 交通
- MRTラッフルズ・プレイス（Raffles Place）駅直上